# Taylor Jenkins Reid
Taylor Jenkins Reid (20. prosinca 1983.) američka je književnica najpoznatija po svojim knjigama Sedam muževa Evelyn Hugo, Daisy Jones i Šestorka, Ljubav(i) mog života, Malibu gori i Povratak Carrie Soto.

## Rani život
Reid je rođena u Marylandu 20. prosinca 1983. S dvanaest godina seli se s obitelji u Acton u Massachusettsu.
Reid je diplomirala medijske studije na Sveučilištu Emerson u Bostonu.
Reid je započela svoju karijeru u filmskoj industriji. Nakon što je diplomirala, preselila se u Los Angeles gdje je radila kao asistent za kasting. Reid je također radila u srednjoj školi prije nego što je postala književnica. Potpisala je ugovor s prvim književnim agentom s 24 godine.
Forever, Interrupted, njezin prvi roman, objavljen je 2013. godine. Reid je bila suautorica sitcoma (komedije situacije) Resident Advisors. Premijera je televizijske emisije bila 2015. godine.
Reidin roman One True Loves (Ljubav(i) mog života) objavljen je 2016. Filmska je adaptacija izašla 2023. godine s Phillipom Soo, Simuom Liuom i Lukeom Braceyjem u glavnim ulogama.
Njezin roman The Seven Husbands of Evelyn Hugo objavljen je 2017. Roman prati zvijezdu Zlatnog doba Hollywooda koja postupno otkriva dugo skrivene tajne i detalje njezine karijere i njezinih brakova.
Reiding roman iz 2019. godine, Daisy Jones & the Six, koristi format usmene povijesti pomoću kojeg se prepričavaju usponi i padovi izmišljenog rock-sastava 1970-ih godina. Bend se djelomično temelji na Fleetwood Macu. Knjiga je osvojila Goldsborovu nagradu Glass Bell 2020. godine. Knjiga je također bila finalist za nagradu Book of the Year 2021. koju održava Book of the Month. Roman je u formatu audioknjige Apple Books proglasio jednim od najboljih audioknjiga 2019. godine. Amazon Studios adaptirao je knjigu. Televizijska serija debitirala je 2023. godine.
Reid je objavila Carrie Soto Is Back (Povratak Carrie Soto) 2022. godine. Ta je knjiga četvrta i posljednja u Reidinom poznatom "kvartetu poznatih žena" koji se sastoji od knjiga Sedam muževa Evelyn Hugo, Daisy Jones i Šestorka, i Malibu gori. Reid je izjavila da će uzeti dužu pauzu prije nego što započne sljedeću knjigu.

## Osobni život
Dok je radila u filmskoj industriji, upoznala je Alexa Jenkinsa Reida, scenarista. Kasnije su se vjenčali. Danas žive u Los Angelesu sa svojom kćeri.

### Romani
- Forever, Interrupted (2013.)
- After I Do (2014.)
- Maybe in Another Life (2015.)
- One True Loves (prevedeno kao Ljubav(i) mog života) (2016.)
- The Seven Husbands of Evelyn Hugo (prevedeno kao Sedam muževa Evelyn Hugo) (2017.)
- Daisy Jones & the Six (prevedeno kao Daisy Jones i Šestorka) (2019.)
- Malibu Rising (prevedeno kao Malibu gori) (2021.)
- Carrie Soto Is Back (prevedeno kao Povratak Carrie Soto) (2022.)
- Atmosphere (2025.)

### Kratke priče
- Evidence of the Affair (2018.)

## Nagrade
- 2017.: Goodreads Choice Awards – Povijesni roman za The Seven Husbands of Evelyn Hugo (nominirana)
- 2017.: Book of the Month – Knjiga godine za The Seven Husbands of Evelyn Hugo (nominirana)
- 2019.: Goodreads Choice Awards – Najbolji povijesni roman za Daisy Jones & the Six
- 2019.: Book of the Month – Knjiga godine za Daisy Jones & the Six
- 2020.: Audie Awards – Kratke priče za Evidence of the Affair (nominirana)
- 2021.: Book of the Month – Knjiga godine za Malibu Rising (nominirana)
- 2021.: Goodreads Choice Awards – Najbolji povijesni roman za Malibu Rising
- 2022.: Goodreads Choice Awards – Najbolji povijesni roman za Carrie Soto Is Back